# Жужелица Ульриха
Жужелица Ульриха  (Carabus ullrichii) — вид жуков-жужелиц из подсемейства собственно жужелиц. Распространён в Европе от южной Германии до Чёрного моря (в европейской стороне) и от Польши и Венгрии до Балканского полуострова. Общая длина взрослых насекомых 25—31,5 мм, но имеется отличие между полами в размерах — самки крупнее самцов.
Выделяют четыре подвида:
- Carabus ullrichii arrogans — Сербия[3]. Особи имеют очень яркую окраску. Переднеспинка поперечная, в два раза шире своей длины. Скульптура гладкая[2].
- Carabus ullrichii fastuosus — Румыния[3]. Особи имеют изменчивую окраску, но большая часть жуков сине-фиолетовые. Переднеспинка менее, чем в два раза шире своей длины, задние углы переднеспинки с выступающими долями. Третий промежуток густо морщинистый[2].
- Carabus ullrichii rhilensis — Австрия, Бельгия, Босния и Герцеговина, Болгария, Хорватия, Чехия, Германия, Венгрия, Нидерланды, Словения[3].
- Carabus ullrichii ulrichi — Чехия, Германия, Венгрия, Молдавия, Польша, Румыния, Украина[3]. Взрослые особи имеют коричнево-бронзовую или красно-медную, реже фиолетово-синюю или сине-фиолетовую окраску. Переднеспинка поперечная, в два раза шире своей длины; короткие задние углы широко закруглённые. Третий промежуток густо морщинистый[2].